# Librator
Librator (en llatí plural libratores) era en general la persona que examinava les coses amb una balança (libra) a l'antiga Roma.
Aquest nom s'aplicava a l'ofici que feien dues classes de persones:
1. Librator aquae, persona que tenia els coneixements necessaris per construir aqüeductes, clavegueres i altres estructures similars per conduir aigua, i disposava d'una balança hidroestàtica (libra aquaria) per mesurar les diferents altures que garantien la bona conducció de l'aigua. Algunes persones a Roma van fer d'aquesta ocupació el seu negoci i es dedicaven l'ofici de curatores aquarum. Els arquitectes també tenien prous coneixements com per fer de libratores.
2. Libratores eren soldats que acompanyaven als foners i es creu que eren un cos militar que atacava l'enemic amb llances o altres objectes que es llençaven. Es creu que atacaven amb fones carregades amb pedres d'una lliura de pes, i d'aquí el seu nom.[1]